# Altan Khan des Khotogoid
Pour les articles homonymes, voir Altan et Altan Khan.
Altan Khan des Khotogoid (littéralement empereur doré des Khotogoid), également parfois appelé Altan Khan des Khalkhas, en mongol Bukvalino mongol (écriture cyrillique) : буквально) est un titre d'empereur donné à des dirigeants de la Dynastie Yuan du Nord.

## Histoire
Il y en eut trois, parmi lesquels :
- Sholoi Ubashi Khuntaij (mongol (écriture cyrillique) : Шолой убаши хунтайж, de 1567 à 1623) ;
- Badma Erdeni Khuntaij (mongol (écriture cyrillique) : ? Эрдэнэ хунтайж, son fils, de 1623 à son abdication, en 1652) ;
- Erinchin Lobsang Tayiji (mongol (écriture cyrillique) :, fils du précédent, de 1652 à environ 1691).

Après leur règne, la Mongolie extérieure est divisée en quatre ligues (ou aïmag), sous le régime des ligues et bannières comportant chacun un dirigeant, de la ligue. Ces ligues existeront jusqu'à la chute de la dynastie Qing en 1911, et perdureront jusqu'à l'indépendance de la Mongolie-Extérieure, en 1924. Il s'agit, d'Ouest en Est, de :
- Sain Noyon aimag (mn) (mongol : ᠰᠠᠶᠢᠨ
ᠨᠣᠶᠠᠨ
ᠬᠠᠨ
ᠠᠶᠢᠮᠠᠭ, cyrillique : Сайн ноён хан аймаг, MNS : Sain Noyon aimag, de 1725 à 1924), parfois traduit en Altyn khan aimag, divisé depuis le Tüsheet khan aimag en 1725.
- Zasagt khan aimag (mongol : ?
ᠬᠠᠨ
ᠠᠶᠢᠮᠠᠭ, cyrillique : Засагт хан аймаг, MNS : Zasagt khan aimag, de 1691 à 1923)
- Tüsheet khan aimag (mongol : ᠲᠦᠰᠢᠶᠡᠲ
ᠬᠠᠨ
ᠠᠶᠢᠮᠠᠭ, cyrillique : Түшээт хан аймаг, MNS : tüsheet khan aimag, de 1691 à 1911)
- Setsen khan aimag (mongol : ᠰᠡᠴᠡᠨ
ᠬᠠᠨ
ᠠᠶᠢᠮᠠᠭ, cyrillique : Сэцэн хан аймаг, MNS : Setsen khan aimag, de 1691 à ?)